# Mravenečníkovití
Mravenečníkovití (Myrmecophagidae) je čeleď chudozubých savců. Mají zcela bezzubé, trubicovité čelisti, které ale nejsou srostlé. Funkci chrupu nahrazuje mohutně žláznatý žaludek. Jejich, až 60 centimetrů, dlouhý, daleko vysunovatelný jazyk jim umožňuje specializovat se k lovu termitů a mravenců. Všechny druhy mravenečníků mají hrabavé nohy s mohutnými drápy, kterými rozhrabávají mraveniště a termitiště. Pak do otvoru strčí štíhlý čenich a dlouhým červovitým jazykem, jejž pokrývají lepkavé sliny (mají výkonné slinné žlázy), chytají drobný hmyz. Za jediný den takto mravenečník zkonzumuje až 30 000 termitů a mravenců. Při chůzi našlapuje mravenečník na hřbety prstů. Obývají tropy Nového světa.

## Zástupci
Existují 4 druhy mravenečníků:
- mravenečník velký, nebo také mravenečník tříprstý (Myrmecophaga tridactyla)
- mravenečník čtyřprstý (Tamandua tetradactyla)
- mravenečník mexický (Tamandua mexicana)
- mravenečník dvouprstý (Cyclopes didactylus) – bývá řazen do samostatné čeledi Cyclopedidae Pocock, 1924

## Ohrožení
Mravenečníkovité nejvíce ohrožuje hromadná ztráta lokalit, ale také lov.

## Mravenečníkovití v českých zoo
V České republice chovají mravenečníky velké následující zoologické zahrady:
- Zoo Děčín
- Zoo Olomouc
- Zoo Praha
- Zoo Zlín